# Festa de Maio de Itapira
A festa de Maio que anualmente se realiza na cidade de Itapira/SP, consagra um dos eventos históricos mais importantes ocorridos no Brasil, ao mesmo tempo em que comemora a abolição da escravatura, também cultua a devoção a São Benedito, reúne milhares de pessoas, devotos que se juntam em oração e agradecimentos ao Santo, que era negro, tido como Padroeiro dos escravos, pois nascido filho de escravos. 

## A História

Brasao Itapira SaoPaulo Brasil

Retornando ao tempo pré-abolição, de acordo com os relatos de historiadores da cidade de Itapira registrados em alguns livros e artigos dispostos na Biblioteca Municipal local, essa Festa, que à época limitava-se a um encontro em torno de fogueiras acompanhado pelo batuque dos negros a cultuar suas raízes, ocorria no mês abril, por ser o mês de falecimento de São Benedito, santo católico cultuado como protetor dos escravos que morrera em Palermo, Itália em 04/04/1589.
A transferência da comemoração para o mês de maio, segundo os pesquisadores, teve sua origem em um sincretismo religioso onde os costumes dos escravos e suas festividades fundiram-se à tradição católica. Segundo se extrai dos elementos históricos referidos, o local onde encontra-se a Igreja de São Benedito, foi no período pré-abolição, onde os negros já libertos ou fugitivos de seus senhorios se instalavam, conforme artigo publicado no portal da cidade de Itapira, mencionando o site da Paróquia de São Benedito:“o terreno onde hoje está construída a Igreja de São Benedito, foi no passado um lugar que acolhia escravos fugidos das fazendas ao seu redor. Quando a Princesa Isabel assinou a Lei Áurea, libertando os escravos, este terreno foi doado para a comunidade negra que ali morava, ou melhor, se escondia”
Havia, portanto, formado uma pequena comunidade negra nos subúrbios da cidade de Itapira. De acordo com trabalho de compilação de dados histórico e cultural, feitas por Marcio Carlos, com o título “Itapira – Histórico e Cultural - Conteúdo voltado ao trabalho diário em um museu”, extrai-se um breve e importante registro:“O clima da cidade, durante muito tempo no mês de maio era de frio acentuado, e os negros se reuniam em torno das fogueiras para cantar, beber e homenagear suas divindade, durante toda a noite. Muitos tinham opiniões de que essa participação (congo e samba), não deveriam ocorrer, e, a policia, vigiava de perto e, até obrigava a parar a cantoria em determinadas horas da madrugada. Mas este pensar nunca vingou”.
Nota-se que, o impedimento àquele encontro festivo não teve êxito, pois já havia com evidência, o movimento abolicionista, além do fato que nem todos os negros eram escravos fugitivos, já vigorava a Lei do Sexagenário e do Ventre Livre, portanto muitos participantes dessa grei já eram livres. Quando a Princesa Isabel assinou a Lei Áurea, libertando os escravos, este terreno situado nos subúrbios de Itapira, segundo relatos históricos, citando escrituras públicas, pertencia a um imigrante Italiano Giovanni Trani, que, no ano de 1897 doou uma porção de terras à comunidade negra então representada pela irmandade de São Benedito, que a partir daí iniciou os trabalhos para construção da capela, cujos recursos advieram da captação de oferendas e auxilio de moradores. Neste contexto, com o desejo de louvar ao Santo tido como protetor dos escravos,  e ao mesmo tempo comemorar o evento abolicionista, transferiu-se o dia de homenagem a São Benedito, para o dia da assinatura da Lei Áurea, e assim a festa oficializou-se em 13 de maio, sendo a primeira festa realizada no ano de 1910. Vale a pena transcrever as palavras de Sérgio de Freitas, que em artigo publicado no Jornal “A Cidade de Itapira”, registra citações do cronista Dito Lúcio com a seguinte redação:“os escravo erguero uma capelinha de tijolo e o Chico Pitada que era escravo também tirava ismola indo de porta em porta com o oratório di gavetinha prá recoiê o dinhero; quano a capelinha já tava pronta, puzero a image di são binidito que era pequena; o primero foi o Padre Agostinho, isso no tempo do Dotô Firmino, qui era o nosso libertado”
A riqueza da história da festa de maio em Itapira esta na sua fusão com  outros elementos históricos envolvendo a abolição da escravatura, tal qual a menção de “Dotô Firmino”, feita no relato citado por Odete Coppos, provem do evento que culminou com a trágica morte do Delegado Dr. Joaquim Firmino que defendia a libertação dos escravos, porém teve sua vida abreviada pelos contrários, conforme relatos históricos, que culminaram inclusive com a mudança do nome da cidade, que se chamava Penha do Rio do Peixe, para Itapira, a fim se livrar da insígnia que poderia ser-lhe impingida por aquele trágico evento:
“A vergonha e o opróbrio caíram sobre os penhenses, após este triste episódio. Foi necessário que o Governador do Estado Prudente de Moraes mudasse o nome da cidade, atendendo a reiterados pedidos da Intendência, a fim de que com o passar do tempo caísse no olvido tão doloroso e lastimável acontecimento”.

## A Construção da Capela

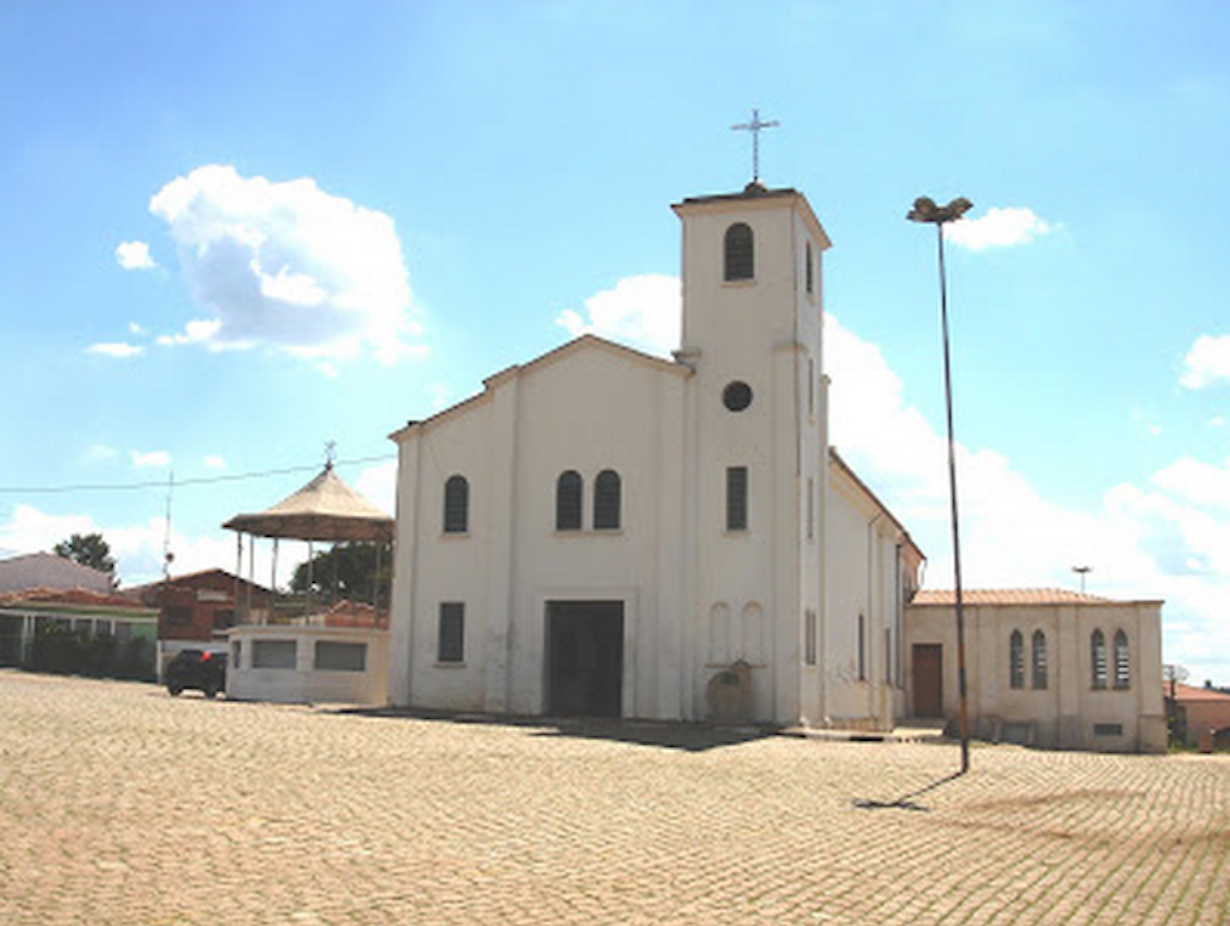
Capela de São Benedito em Itapira.

Com a construção da Igreja em terras próprias, o evento festivo ganhou força e se consolidou no decorrer do tempo como a mais importante festa da cidade.Com a doação da porção de terras feita pelo benfeitor Giovani Trani, formalizada por escritura particular de 25 de março de 1897:“...tratou aquela confraria de conseguir meios para a construção de uma capela, a qual, com a autorização do Vigário Geral de São Paulo, monsenhor Antonio Pereira Reimão, foi doada uma imagem de São Benedito que se encontrava na matriz” 
Escreve também o cronista Sérgio de Freitas:“Dessa maneira de posse do terreno doado, mais o Santo Padroeiro e a já existente Irmandade, só restava agora a construção do templo...durante muitos anos assim fizeram seus fiéis e adoradores. Oficialmente a Irmandade passou a existir a partir da doação de terras. Apenas que, muito antes dessa doação feita em 1897, os fiéis se mobilizaram à custa de muito sacrifício e abnegação e construíram uma capelinha para o abrigo de São Benedito. A formação da Irmandade de São Benedito (quando a imagem ainda se encontrava no interior da Igreja Matriz de Nossa Senhora da Penha), até a doação do terreno para a construção da primeira capela, está realmente a verdadeira causa e os verdadeiros nomes, que com seu altruísmo, fé e abnegação, permitiram a fundação posteriormente a 1906, da Igreja de  São Benedito, onde ela situa-se atualmente” (artigo publicado no jornal “a Cidade de Itapira).
Posteriormente, já no ano de 1960 e 1961, a igreja de São Benedito passou por reformas e modificações inclusive em sua fachada original bem como a inserção de uma torre lateral. Foram, também, introduzidas melhorias pela Prefeitura Municipal de Itapira que no ano de 1962 executou calçamento com paralelepípedos e iluminação da praça que circunda Igreja, assim mantendo-se até os dias atuais, com algumas reformas e remodelagem na praça ao entorno da igreja.

## A Festa

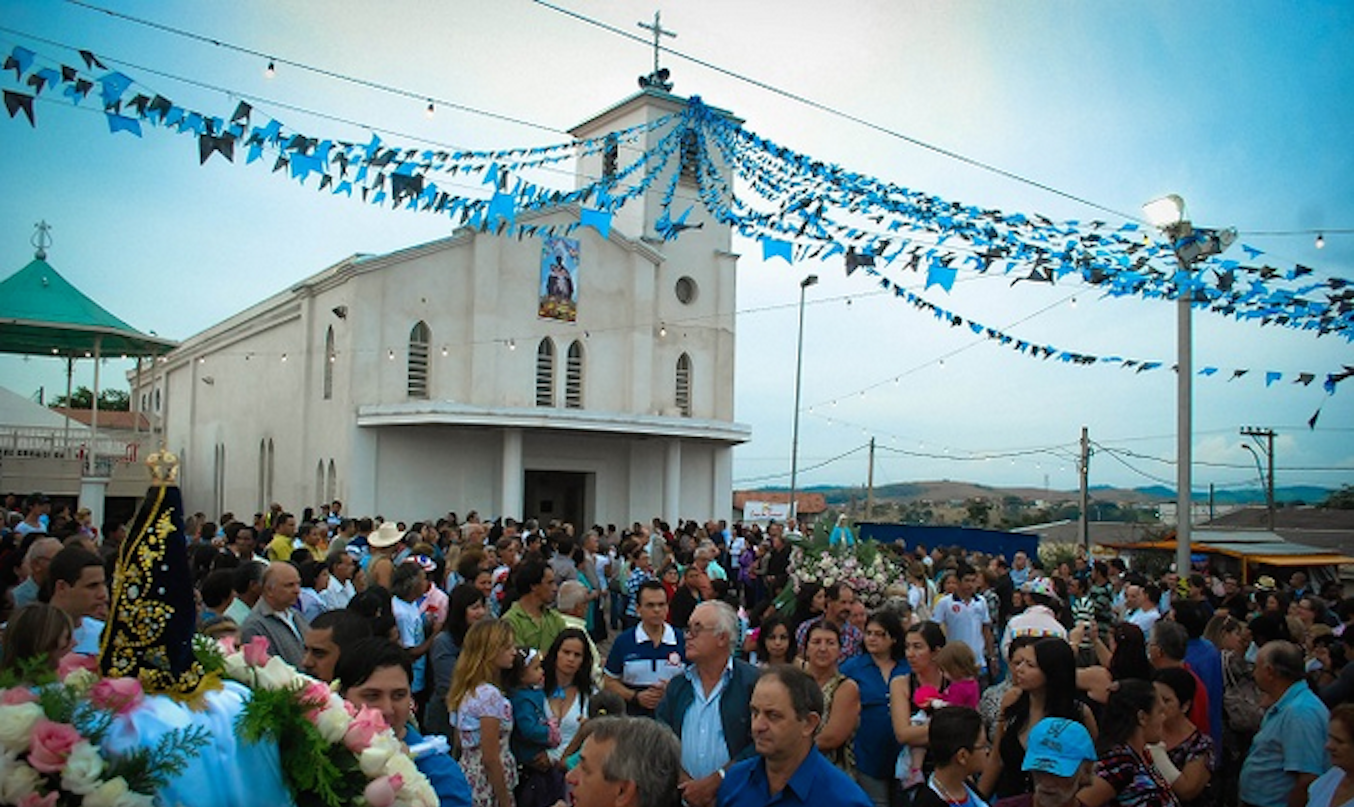
Festa de maio em Itapira.

Este evento anual faz com que a cidade de Itapira receba um contingente de aproximadamente 50 mil pessoas, entre fieis, ambulantes e outros negociantes, com parque de diversões, pequenas barracas montadas pelas ruas no entorno da igreja, fazem uma grande e diversificada feira, é neste aglomerado que se diversificam as manifestações das tradições folclóricas e populares, como a congada, o samba, levantamento do mastro, a novena religiosa, as apresentações da banda lira, desfile  e a procissão. O ponto alto da festa é o dia 13 de maio, feriado municipal, com início logo pela madrugada, ou seja na Alvorada,  ocorre uma queima de fogos de artifícios, e o repicar dos sinos, em seguida a banda lira Itapirense percorre as ruas da cidade em musical, maravilhosa e imperdível apresentação,  reunindo-se a seguir, no centro da cidade, com os festeiros, grupos de congadas e a representação da corte imperial, quando jovens e crianças vestidos com trajes típicos da aristocracia e do reinado brasileiro, vão em desfile até a Igreja São  Benedito, para a celebração da missa, juntamente com milhares de fieis. No período da tarde sucedem apresentações das congadas, da Banda Lira, por vezes orquestras de violas, e  as 17 horas a procissão em louvor a São Benedito, que tem início no largo da Igreja de São Benedito e segue por algumas ruas principais da cidade, retornando ao mesmo local, onde ocorre um show pirotécnico, que marca o encerramento da parte religiosa da festa. É verdadeiramente um espetáculo, um aglomerado festivo com pessoas que transitam pelo local, por entre as barracas de bebidas e comidas, parque de diversões, roletas de sorteios, congadeiros, e vendedores ambulantes, tudo a  colorir  e engrandecer a “Festa de Maio de Itapira”.